# Muž a jeho pes
Muž a jeho pes (originální název Un homme et son chien) je francouzské filmové drama z roku 2008. V hlavní roli Jean-Paul Belmondo v roli starce Charlese.

## Děj filmu
Starý muž Charles (Jean-Paul Belmondo) musí opustit podnájem u Jeanne, své bývalé lásky, která se opět vdává. Charles se octne na ulici, pouze se svým psem. Oporou je mu pouze Leila, uklízečka z Jeannina domu. Charles se postupně propadá do beznaděje a je rozhodnut ukončit život sebevraždou.

## Obsazení
| Jean-Paul Belmondo  | Charles                  |
| Hafsia Herzi        | Leila                    |
| Julika Jenkins      | Jeanne                   |
| Francis Huster      | Robert                   |
| Max von Sydow       | Charlesův bývalý velitel |
| Jean Dujardin       | dělník                   |
| José Garcia         | cestující                |
| Caroline Silhol     |                          |
| Daniel Prévost      |                          |
| Michèle Bernier     |                          |
| Pierre Mondy        |                          |
| Françoise Fabian    |                          |
| Cristiana Reali     |                          |
| Tcheky Karyo        |                          |
| Antoine Duléry      |                          |
| Charles Gérard      |                          |
| Patrick Bosso       |                          |
| Jean-Luc Lemoine    |                          |
| Dolores Chaplin     |                          |
| Barbara Schulz      |                          |
| Sarah Biasini       |                          |
| Bruno Lochet        |                          |
| Rachida Brakni      |                          |
| Daniel Olbrychski   |                          |
| Aurélien Wiik       |                          |
| François Perrot     |                          |
| Nicole Calfan       |                          |
| Steve Suissa        |                          |
| Jean-Marc Thibault  |                          |
| Robert Hossein      |                          |
| Jean-Pierre Bernard |                          |
| Micheline Presle    |                          |
| Emmanuelle Riva     |                          |
| Jacques Spiesser    |                          |
| Pierre Cassignard   |                          |
| Carlo Nell          |                          |
| Linda Hardy         |                          |